# Anne Krabbe
Anne Krabbe, född 1552, död 1618, var en dansk godsägare och författare. 
Hon var dotter till Erik Krabbe til Bustrup (1510–1564) och Margrethe Reventlow (1525–1606), och gifte sig 1588 med Jacob Bjørn (1561–1596). 
Som änka fick hon 1596 ansvaret för godset Stenalt, lät utsmycka Ørsted kyrka och blev känd för sina litterära intressen och sin bildning. Hon har beskrivits som bland de mest lärda adelsdamer i Danmark under sin samtid. Avskrifter av henne förvaras i Rigsarkivet, och handskrifter. De består av geneaologier, kungabiografier, översättningar, kopior, rev, en läkebok, en samling folkvisor, räkenskaper. 
Verk
- En liden nyttig Bøne-Bog, 1612
- Haand Postilla, 1616